# Lucas Provenzano de Deus
Lucas Provenzano João de Deus, auch Lukinha genannt (* 26. Januar 1987 in Porto Alegre) ist ein brasilianischer Volleyballspieler.

## Karriere
Provenzano spielte zunächst für verschiedene brasilianische Vereine. Von Minas Gerais wechselte der Libero 2014 zum österreichischen Bundesligisten Hypo Tirol Volleyballteam Innsbruck. Mit dem Verein gewann er 2015, 2016 und 2017 die österreichische Meisterschaft sowie 2015 die MEVZA-Liga. 2017 wurde er in den Kader des neugegründeten deutsch-österreichischen Bundesligisten Hypo Tirol Alpenvolleys Haching übernommen. Im DVV-Pokal 2017/18 schied er mit dem Verein im Achtelfinale aus, bevor er in den Bundesliga-Playoffs das Halbfinale erreichte. Danach kehrte er nach Brasilien zurück, wo er in der Saison 2018/19 für Vôlei Renata spielte. 2019 wechselte er zu Sada Cruzeiro Vôlei.